# Pedro César Dominici
Pedro César Dominici (Carúpano, estado Sucre, Venezuela, 18 de febrero de 1873-Buenos Aires, Argentina, 23 de agosto de 1954) fue un escritor, dramaturgo y diplomático venezolano.

## Biografía

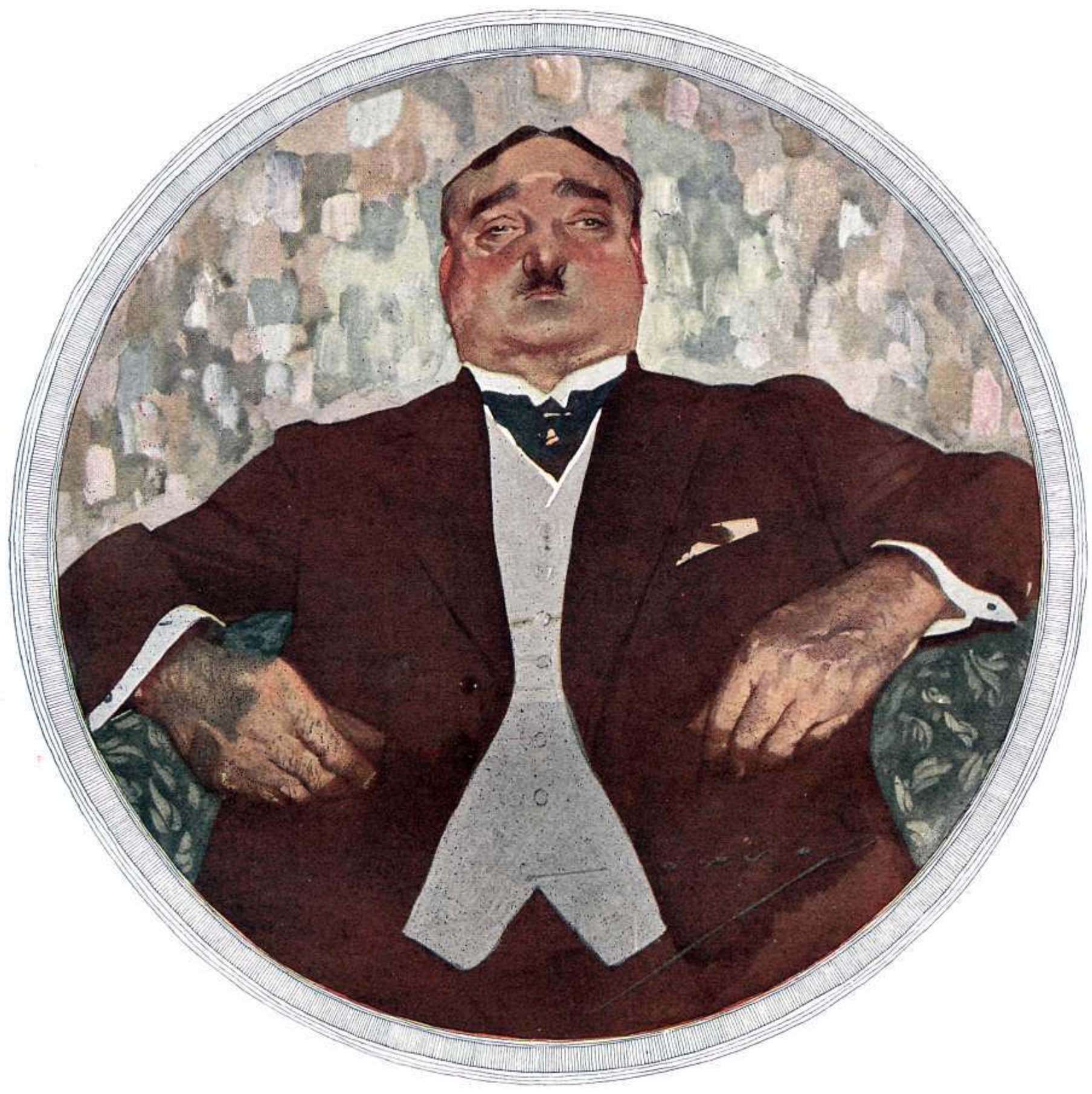
Caricaturizado por Alonso en Caras y Caretas (1922)

Cofundador de la revista Cosmópolis junto a Luis Manuel Urbaneja Achepohl y su amigo y escritor Pedro Emilio Coll. Publicó varias obras para la revista El Cojo Ilustrado y fue fundador de dos periódicos de Carúpano, El Noticiero y El Bien Público. Fue director de la revista Venezuela entre 1905 y 1909 en París; esta revista circulaba sólo en forma clandestina en Venezuela.
Sus textos dramáticos están inscritos en el período de la primera modernidad del teatro en Venezuela (1909-1957).
Representó a Venezuela en 1890 como cónsul general en Roma. Durante el Gobierno de Juan Vicente Gómez fue enviado extraordinario y ministro plenipotenciario en Italia, España, Inglaterra, Argentina, Chile y Uruguay.

## Teatro
- El hombre que volvió (drama, 1949)
- La casa (comedia dramática, 1949)
- La Venus triste (comedia, 1950)
- Angélica (comedia dramática, 1950)
- La jaula de oro (comedia dramática, 1950)
- Amor rojo, El drama de las multitudes (1951)

## Obras
- Ideas e impresiones (París, 1897)
- La tristeza voluptuosa (novela, Caracas, 1899)
- El triunfo del ideal (novela, París, 1901)[3]
- Una sátrapra (novela, Caracas 1901)
- De Lutecia. Arte y crítica (crónicas, ensayos, estudios literarios y reseñas, París, 1907)[4]
- Dionysos. Costumbres de la antigua Grecia (novela, 1907)[5][6]
- Libro apolíneo (crónicas y ensayos, Caracas, 1909)
- Tronos vacantes (críticas, Buenos Aires, 1914)
- El cóndor (novela, Buenos Aires, 1925)
- Bajo el sol del otoño (Buenos Aires, 1947)
- Evocación (La novela de un amor infeliz) (novela, 1949)[7]